# Шаберг, Джейн
Джейн Дью́ар Ша́берг (англ. Jane Dewar Schaberg, 20 февраля 1938, США — 17 апреля 2012) — американская библеистка, работавшая профессором религиоведения и женских исследований в Детройтском университете Мерси с 1977 по 2009 год. 

## Биография
Шаберг родилась в 1938 году, получила степень бакалавра философии в Манхэттенвиллском колледже, степень магистра систематического богословия в Колумбийском университете и докторскую степень по библеистике в Объединённой теологической семинарии. В 1974 году она была избрана членом Католической библейской ассоциации.
Публикации Шаберг посвящены в основном Новому Завету, в том числе она написала комментарии к «Повествованиям о детстве» Нового Завета и к Евангелию от Луки, а также о вкладе феминизма в исторические и литературные исследования. Она также писала стихи, которые, однако, не были широко опубликованы. Последующие исследования Шаберг были посвящены традициям и легендам, связанным с фигурой Марии Магдалины, рассматриваемым через призму феминизма. Её иногда противоречивые работы, особенно опубликованная в 1987 году «Незаконность Иисуса: феминистская теологическая интерпретация рассказов о детстве», обсуждались в Newsweek, Time, The New Yorker, Cross Currents и Detroit Free Press. Из-за этой книги был подожжён автомобиль Шаберг.
Она была членом Общества Священного Сердца Иисуса (религиозной общины женщин-католиков), но отказалась от своих обетов во время преподавания в Детройтском университете Мерси, а в 1984 году стала одним из 97 теологов и религиозных деятелей, подписавших Католическое заявление о плюрализме и абортах, призывающее к религиозному плюрализму и обсуждению позиции церкви в отношении абортов в рамках Католической церкви. 
В 2006 году Шаберг была удостоена премии «Выдающийся преподаватель», а в 2011 году, после выхода на пенсию, получила звание почётного профессора религиоведения. Она умерла у себя дома в Детройте 17 апреля 2012 года в возрасте 74 лет после продолжительной болезни.

## Труды

### Диссертации
- Schaberg, Jane (1970). The God-Forsakenness of Jesus (MA thesis). New York, NY: Columbia University.
- ——— (1980). The Father, the Son, and the Holy Spirit: the triadic phrase in Matthew 28:19b (PhD thesis). Union Theological Seminary.

### Книги
- The Father, the Son, and the Holy Spirit : the triadic phrase in Matthew 28:19b. — Chico, CA : Scholars Press, 1981. — Vol. 61. — ISBN 9780891305439. — общая публикация диссертации 1980 года
- The Illegitimacy of Jesus: a feminist theological interpretation of the infancy narratives. — San Francisco : Harper & Row, 1987. — ISBN 9780062546883.
- The Resurrection of Mary Magdalene: legends, apocrypha and the Christian testament. — London : Continuum, 2002. — ISBN 9780826413833.
- Mary Magdalene understood. — London : Continuum, 2006. — ISBN 9780826418982.
- The Death and Resurrection of the Author and other feminist essays on the Bible. — Sheffield : Sheffield Phoenix Press, 2012. — Vol. 51. — ISBN 9781907534737.

### Редактура
- On the Cutting Edge: the study of women in biblical worlds: essays in honor of Elisabeth Schüssler Fiorenza. — London : Continuum, 2004. — ISBN 978-0-8264-1582-0.